# K-12
| Recensione       | Giudizio |
| ---------------- | -------- |
| Evening Standard |          |

K-12 (da pronunciare K through Twelve) è il secondo album in studio della cantante statunitense Melanie Martinez, pubblicato il 6 settembre 2019 dalla Atlantic Records.

## Antefatti

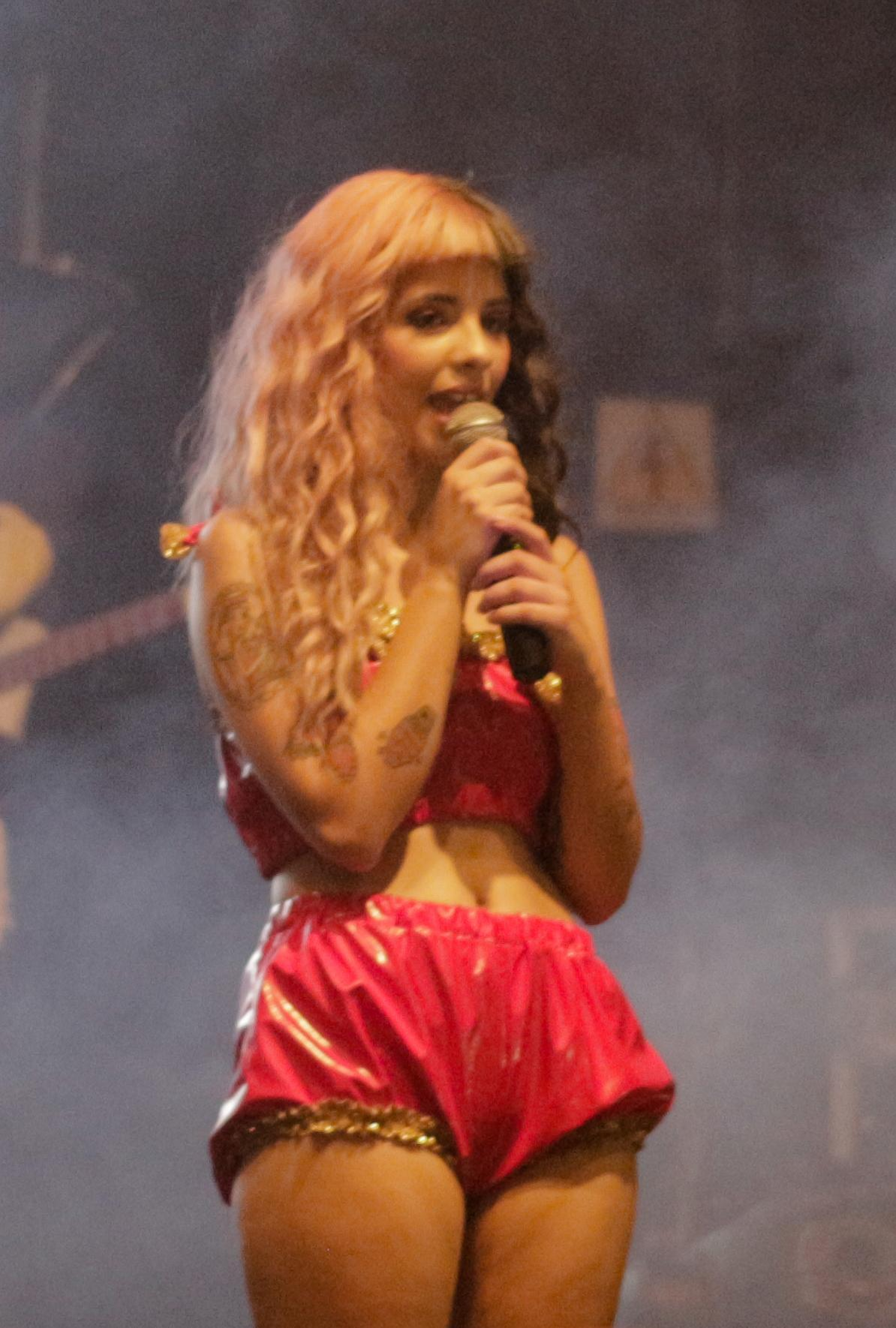
Martinez Martinez durante il suo Cry Baby Tour nel 2015.

Pochi mesi dopo aver pubblicato il suo primo concept album, Cry Baby (2015), Martinez ha rivelato che «sapeva esattamente» quale sarebbe stato il suo prossimo lavoro e, nonostante non avesse fornito molte informazioni, ha spiegato che intendeva collegare tutti i suoi album e continuare con la storia iniziata con Cry Baby. Ha rivelato anche che avrebbe reso quest'ultimo personaggio come narratore della nuova storia, che avrebbe a sua volta parlato del luogo in cui vive e di nuovi personaggi, e si sarebbe allontanata dalle storie di famiglia e relazioni sviluppate nel precedente album. Tra marzo e maggio 2016, Martinez ha dichiarato che il materiale era ancora in fase di composizione e che non aveva intenzione di pubblicarlo presto, pubblicando anche sul suo account Instagram un frammento del testo di una delle canzoni che sarebbe apparsa nell'album. Infine, la cantante ha detto che non avrebbe fornito i dettagli del progetto fino al completamento dei video musicali promozionali di Cry Baby; ha rivelato anche che il suo allora socio, il produttore Michael Keenan, sarebbe tornato a lavorare con lei sull'album, dopo averlo fatto nel precedente. Nell'agosto dello stesso anno, dopo essere stata intervistata da un editore della rivista Vogue per la sua partecipazione al Lollapalooza 2016, ha confermato di aver finito di scrivere l'album e che era in fase di produzione. Alla fine di ottobre di quell'anno ha indicato che stava realizzando «i ritocchi finali e i piccoli dettagli»; inoltre, ha rivelato che sarebbe uscito nel 2017, e che come Cry Baby sarebbe stato un concept album contenente tredici canzoni. L'obiettivo era di pubblicare il disco nell'autunno del 2017, ma durante questo periodo la Martinez ebbe l'idea di creare una pellicola che lo avrebbe accompagnato, perciò tra il 2018 e il 2019 la cantante ha rimandato la sua uscita.
Durante un'intervista con il portale di notizie brasiliano G1, la cantante ha commentato che il suo nuovo materiale riguardava la «guarigione attraverso la musica [e] aiutare le persone» e che sebbene fosse molto personale, avrebbe dovuto «avere quell'aspetto della guarigione per gli altri». Nel marzo 2017, Martinez ha confermato per l'edizione argentina della rivista Billboard di aver lavorato con la co-scrittrice di Soap Emily Warren su tre brani dell'album poiché, secondo l'interprete, Warren è «l'unica con cui ha potuto comporre una canzone in questo momento della sua vita, perché tutto il materiale è molto personale e proviene dal profondo di se». Ha anche ipotizzato che forse l'album avrebbe impiegato più tempo del previsto perché stava componendo le tracce bonus e il lavoro sull'aspetto visivo. Dopo l'elezione a presidente degli Stati Uniti di Donald Trump, Martinez ha ammesso di essere «terrorizzata» dal fatto e che, a causa del panorama controverso in cui era il Paese, aveva scritto una canzone il cui personaggio principale ha un nome che è un gioco di parole di Trump.

D'altra parte, Martinez ha rilasciato un'intervista alla stazione radio cilena Rock & Pop, in cui ha dichiarato:
Ha anche fatto riferimento al personaggio di Cry Baby, che in questa nuova storia sarebbe cresciuta: «In Cry Baby è una ragazza, quindi nel prossimo album diventerà una giovane adulta. È un tipo di processo di crescita, dalla prima canzone al tredicesimo numero». Riguardo all'uscita dell'album, ha detto di non aver fissato una data precisa in modo da poter trascorrere il resto dell'anno concentrandosi sulla creazione di tutto ciò che era visivo.

## Pubblicazione
Nel febbraio 2019, Martinez ha rivelato che, sebbene l'album fosse già finito, avrebbe aspettato di finire il montaggio dell'omonimo film per pubblicarli insieme alla fine dell'estate. Ha anche aggiunto che non ci sarebbe stato nessun singolo ad anticipare l'uscita dell'album. Il 15 maggio dello stesso anno, la cantante ha pubblicato per la prima volta un video anteprima di diciannove secondi sui suoi social network. In esso, Martinez nelle vesti del personaggio di Cry Baby entra in un'aula in cui l'insegnante e gli studenti la guardano in modo strano. La clip si conclude con un cartello con il titolo del progetto, appunto K-12. Il giorno successivo, ha svelato la copertina dell'album, che mostra Martinez di spalle a un grande edificio rosa pastello, mentre accanto c'è uno scuolabus dello stesso colore. Il 22 maggio 2019 è stato diffuso un secondo trailer, seguito il 29 maggio 2019 da un terzo trailer, accompagnato dall'annuncio della data di uscita dell'album. Il 23 luglio 2019 esce il trailer ufficiale della pellicola..
Il 24 settembre 2020 Melanie annuncia la pubblicazione dell'EP After School e la pubblicazione del video musicale del singolo estratto The Bakery. L'EP viene unito al resto dell'album per formare la versione deluxe del progetto, al quale vengono aggiunte sette tracce inedite.

## Descrizione
L'edizione standard di K-12 contiene tredici brani inediti che insieme hanno una durata complessiva di quarantasei minuti e ventisette secondi. Oltre a questa, è stata pubblicata in vinile un'edizione esclusiva dell'album, contenente il vinile a forma di cuore del brano High School Sweethearts, in edizione limitata. K-12 è stato prodotto principalmente da Michael Keenan, che aveva precedentemente collaborato con Martinez in alcune canzoni del suo album precedente, Cry Baby. Un brano, Drama Club, è stato prodotto dai frequenti collaboratori di Martinez Kinetics & One Love. Il sito web ufficiale di Martinez descrive il sound di K-12 come "un mix singolare e vibrante di hip-hop, pop soul e electro con influenze indie". AllMusic nota anche le influenze dell'hip-hop e dell'R&B.

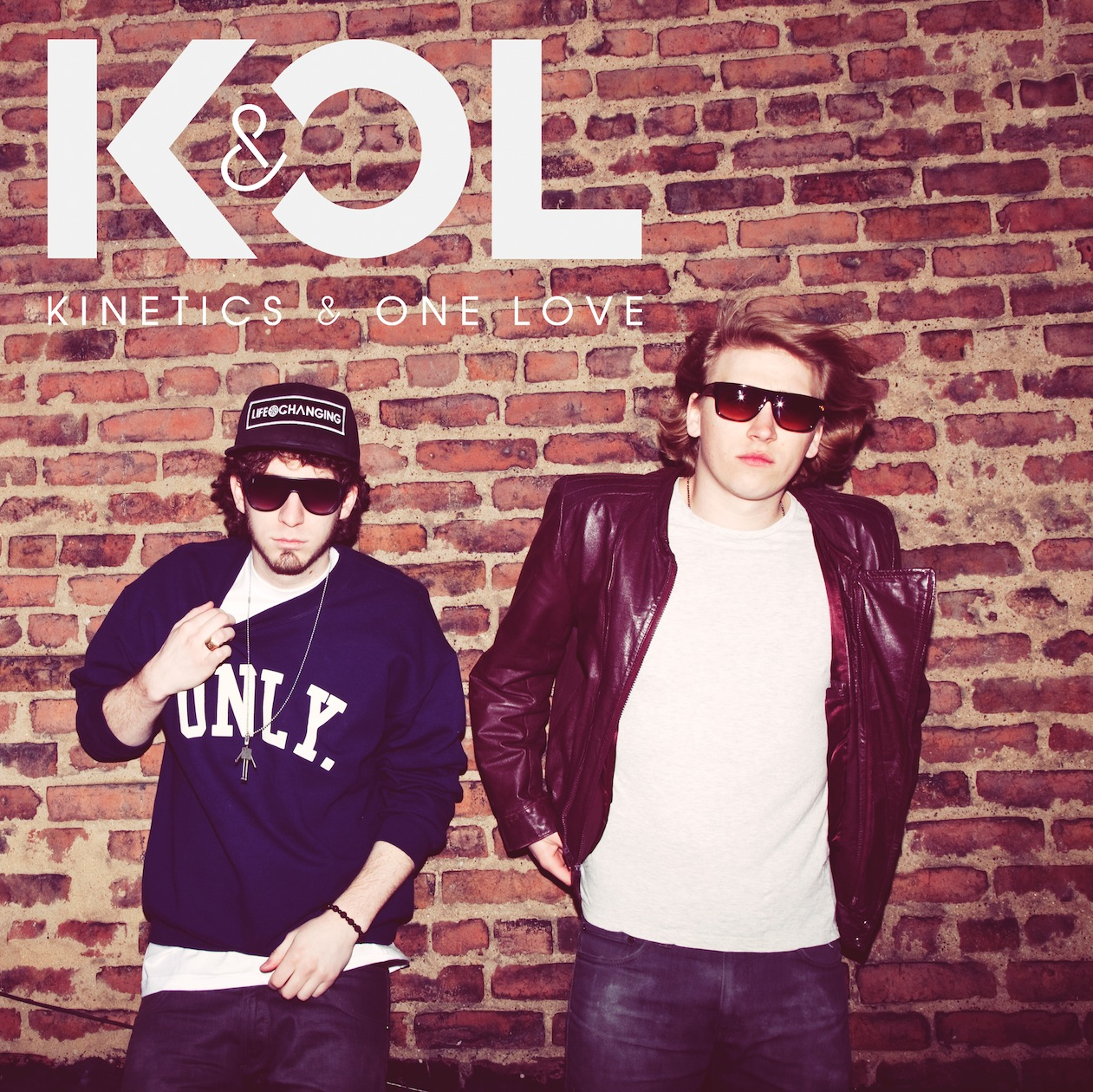
Il gruppo Kinetics & One Love ha prodotto la sesta traccia dell'album, Drama Club.

L'album si apre con Wheels on the Bus, brano indie pop e hip hop soul, scritto dalla Martinez stessa, Michael Keenan e Emily Warren. La canzone si svolge durante il viaggio in autobus per la K-12 Sleepaway School. Cry Baby osserva gli studenti intorno a lei che partecipano a comportamenti inappropriati, come avere rapporti sessuali e fumare marijuana. Tenta di ignorarli e mostra disgusto verso la natura sessuale dei suoi compagni di classe, mentre riconosce che l'autista dell'autobus sa cosa sta succedendo e decide di limitarsi a sbirciare dallo specchietto retrovisore. In questo caso, l'autista dell'autobus è una metafora per le autorità, che quando vedono accadere delle inidoneità, non fanno nulla per fermarle. La seconda traccia dell'album è Class Fight, brano experimental pop e trip-hop che parla della gelosia di Cry Baby per la relazione di Kelly con Brandon, per cui ha una cotta. Il ritornello della canzone presenta una conversazione tra Cry Baby e i suoi genitori, con sua madre che le dice di non piangere e suo padre che le dà strategie su come combattere Kelly. Questo fa riferimento alla continua competizione tra donne, in particolare nell'industria musicale. Martinez confermò anche che riguarda in parte di come la donna è condizionata a arrabbiarsi con un'altra donna piuttosto che con l'uomo che la tradisce. Segue The Principal, un brano che usa il preside come metafora del 45º Presidente degli Stati Uniti, Donald Trump. È una critica al suo modo di essere crudele e avido, che permette alle persone innocenti, compresi i bambini, di morire per raggiungere i suoi scopi. La quarta traccia è Show & Tell che, così come il suo precedente singolo Cry Baby, parla di come le celebrità siano considerate "perfette" dal pubblico e di come vengano trattate dall'industria musicale. Parla anche di un episodio del 2016, in cui i fan sono stati rimproverati da Melanie dopo averle scattato delle foto senza il suo consenso. Nurse's Office è un brano che parla di come ella cerchi di marinare la scuola fingendo di essere malata, a causa dei suoi compagni di classe che la bullizzano. Tratta quindi di bullismo e dell'ignoranza dell'insegnante al riguardo, come si nota nel secondo verso, in cui Cry Baby vuole sedersi altrove poiché la persona dietro di lei le "sta tagliando i capelli", ma l'insegnante non se ne preoccupa e le dice di rimanere lì. Prodotta da Tim Sommers (One Love), facente parte del duo Kinetics & One Love, Drama Club parla delle persone che Cry Baby ha intorno, in particolare di come "si nascondono dietro un copione". Cry Baby è stufa del dramma a scuola e di come alcuni studenti fingano di essere qualcuno che non sono. Comincia a sentirsi sotto pressione quando si vede costantemente giudicata per tutto ciò che dice.

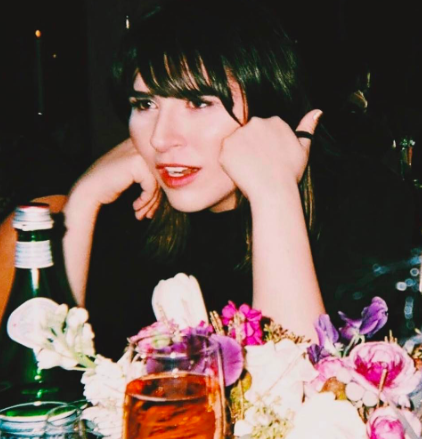
Emily Warren ha co-scritto tre tracce dell'album: Wheels on the Bus, Strawberry Shortcake e Recess.

Il settimo brano dell'album, Strawberry Shortcake, parla di quante ragazze hanno imparato fin da giovani di essere apprezzate solo se particolarmente attraenti per gli uomini. Questo le fa sentire insicure sul loro aspetto in quanto non si adattano agli standard della società. Cry Baby prende diverse misure per cambiare il suo aspetto in modo che sia considerata più attraente, come ad esempio cerare le gambe e imbottire il reggiseno in modo che sembri che abbia un seno più grande. A causa di ciò, attira un'eccessiva attenzione da parte dei ragazzi, facendola sentire come se fosse colpa sua se fossero così eccitati sessualmente dalla sua presenza. Pertanto, la canzone affronta il tema delle molestie sessuali e critica la colpevolizzazione delle vittime. L'ottava traccia, Lunchbox Friends, parla degli amici a scuola che in realtà non vogliono affatto una stretta connessione. Martinez ha specificato su Instagram che il verso "vieni a casa, moriamo insieme" non è inteso letteralmente, ma una metafora di trasformazione o rinascita, come l'Arcano senza nome. Inoltre constatò che tale frase rappresentava molto il suo ascendente in scorpione. In Orange Juice, si parla dell'amica di Cry Baby, Fleur, e delle sue lotte intestine con la bulimia. Fleur era un membro del gruppo di amiche di Kelly, nel quale si doveva mantenere un determinato aspetto fisico per continuare a essere sua amica, ed era questa la causa principale del suo disturbo alimentare. Odia il suo corpo, ma Cry Baby crede che sia bella e vuole che si veda con i suoi occhi. Il testo "trasformi le arance in succo d'arancia" si riferisce a come le persone con bulimia spesso vomitino il proprio pasto dopo aver mangiato. Detention parla di essere in uno stato di solitudine e di come le persone non si preoccupino dei sentimenti altrui finché gli procuri soldi. Teacher's Pet parla della migliore amica di Cry Baby, Angelita, che ha una relazione sessuale con il suo insegnante. Lei desidera avere una relazione seria con lui, al contrario lui la usa solamente. Si chiede perché la loro relazione debba essere tenuta segreta se crede davvero che lei sia speciale e si preoccupi davvero di lei. Angelita sa che la relazione è destinata a finire, ma vuole ancora trattenerla, credendo di poter essere qualcosa di più. In High School Sweethearts Cry Baby vuole un fidanzato che sia onesto con lei e che la ami davvero, tra le altre esigenze. Non vuole solo una scappatella, desidera avere una relazione a lungo termine con qualcuno che sia impegnato con lei e la accetti per quello che è veramente. A un certo punto, Cry Baby minaccia di uccidere il suo potenziale partner se dovesse mai tradirla, il che richiama al suo singolo Sippy Cup, quando sua madre uccise suo padre e la sua amante. Il pezzo conclusivo dell'album, Recess, è rivolta agli avvoltoi che la prendono di mira e cercano di essere sua amica. Inoltre parla di quanto sia importante mantenere la propria salute mentale.

## Promozione
Al fine di promuovere l'album, Melanie decise di distribuire settimanalmente degli snippet di ogni canzone contenuta nel disco, attraverso dei cosiddetti Assignments, i quali vennero dati in svariate parti del mondo. La seguente lista rappresenta quando e dove gli assignments sono stati distribuiti:
1. Lunchbox Friends (New York, 24 giugno 2019)
2. The Principal (Londra, 2 luglio 2019)
3. Detention (Rio de Janeiro e San Paolo, 9 luglio 2019)
4. Recess (Los Angeles, 16 luglio 2019)
5. High School Sweethearts (Buenos Aires, 22 luglio 2019)
6. Wheels on the Bus (Chicago, 1º agosto 2019)
7. Class Fight (Australia e Nuova Zelanda, 8 agosto 2019)
8. Teacher's Pet (Atlanta, Houston e Dallas, 15 agosto 2019)
9. Show & Tell (Canada e Messico, 19 agosto 2019)
10. Drama Club (Corea del Sud e Filippine, 24 agosto 2019)
11. Nurse's Office (Germania, 28 agosto 2019)
12. Orange Juice (Paesi Bassi, Russia e Turchia, 2 settembre 2019)
13. Strawberry Shortcake (Italia e Parigi, 4 settembre 2019)

Inoltre a partire dall'ottobre dello stesso anno, l'artista si è esibita in un tour promozionale, il K-12 Tour, conclusosi prematuramente nel febbraio 2020 a causa dello scoppio della pandemia di COVID-19.

## Tracce
Testi e musiche di Melanie Martinez e Michael Keenan, eccetto dove indicato.
1. Wheels on the Bus – 3:40 (Melanie Martinez, Michael Keenan, Emily Warren)
2. Class Fight – 2:41
3. The Principal – 2:56
4. Show & Tell – 3:35
5. Nurse's Office – 3:22
6. Drama Club – 3:45 (Melanie Martinez, Jeremy Dussoliet, Tim Sommers)
7. Strawberry Shortcake – 3:04 (Melanie Martinez, Michael Keenan, Emily Warren)
8. Lunchbox Friends – 2:49
9. Orange Juice – 3:37
10. Detention – 3:56
11. Teacher's Pet – 4:01
12. High School Sweethearts – 5:11
13. Recess – 3:50 (Melanie Martinez, Michael Keenan, Emily Warren)

Tracce bonus nell'edizione After School
Musiche di Michael Keenan, eccetto dove indicato.
1. Notebook – 2:31 (testo: Melanie Martinez, Keenan)
2. Test Me – 2:55 (testo: Melanie Martinez, Keenan)
3. Brain & Heart – 3:23 (testo: Rodney Jerkins, Cory Rooney, Fred Jerkins III, LaShawn Daniels, Keenan, Melanie Martinez) – Opera originaria: If You Had My Love
4. Numbers – 4:39 (testo: Keenan, Melanie Martinez)
5. Glued – 3:13 (testo: Keenan, Melanie Martinez – musica: Rendy Merrill, Mitch McCarthy)
6. Field Trip – 3:01 (testo: Keenan, Melanie Martinez)
7. The Bakery – 2:35 (testo: Blake Slatkin, Melanie Martinez – musica: Blake Slatkin)

## Successo commerciale
K-12 ha debuttato alla 3ª posizione della Billboard 200 statunitense con 57 000 unità vendute, di cui 32 000 copie pure. È il secondo album della Martinez a raggiungere la top 10 degli Stati Uniti d'America e il disco che è riuscito a raggiungere la classifica più alta di tutta la sua carriera.

## Film
Nel 2019, in concomitanza con l'uscita dell'album, Martinez ha pubblicato anche il suo primo film, l'omonimo K-12.

## Classifiche
| Classifica (2019) | Posizione massima |
| ----------------- | ----------------- |
| Australia         | 6                 |
| Austria           | 33                |
| Belgio (Fiandre)  | 15                |
| Belgio (Vallonia) | 65                |
| Canada            | 10                |
| Estonia           | 9                 |
| Finlandia         | 20                |
| Francia           | 81                |
| Germania          | 27                |
| Irlanda           | 7                 |
| Italia            | 11                |
| Lettonia          | 9                 |
| Lituania          | 4                 |
| Norvegia          | 18                |
| Nuova Zelanda     | 8                 |
| Paesi Bassi       | 8                 |
| Polonia           | 10                |
| Portogallo        | 2                 |
| Regno Unito       | 8                 |
| Repubblica Ceca   | 71                |
| Spagna            | 6                 |
| Stati Uniti       | 3                 |
| Svezia            | 32                |
| Svizzera          | 26                |
| Ungheria          | 23                |